# GP1
GP1 (bivši Kreator TV) specijalizirani je sportski televizijski kanal iz Hrvatske. Svoj program emitira u svim glavnim IPTV i kabelskim operaterima u Hrvatskoj (Max TV, A1, Iskon TV, Opti TV, 4Tel) i u Bosni i Hercegovini (Home TV), a od travnja 2021. i u Sloveniji (Telemach). Studiji i sjedište GP1 smješteni su u Jastrebarskom.

## Povijest
GP1 prvi je put započeo emitiranje 2011. godine pod nazivom Kreator F1 i Kreator F1 HD za emitiranje samo Formule 1 u najvećem hrvatskom pružatelju usluga Max TV - dijelu Hrvatskog telekoma kad je vlasnik Kreatora stekao ekskluzivna medijska prava Formule 1 za Hrvatsku. Ime Kreator TV koristilo se od druge polovice 2013. nakon suradnje s Formulom 1 do 1. travnja 2022. kada se nakon međunarodne zaštite žiga mijenja u GP1.
GP1 ima povijest s premium sportskim pravima, a posjedovali su i emitirali prava poput Formule 1, MotoGP, MX GP, FIA WTCC, FIA ERC i drugih. Između ostalih, Kreator TV producirao je sezonu 2015. Druge hrvatske nogometne lige. Kanal je specijaliziran za moto sport, a novinari GP1 napravili su ekskluzivne intervjue s vrhunskim sportašem poput Lewisa Hamiltona, Nicoa Rosberga (jedan od posljednjih intervjua prije odlaska u mirovinu), Valentina Rossija, Kena Blocka i drugih.
GP1 je napravio značajne korake 2020. godine, s vlastitim prijenosima uživo s više kamera utrka ESET V4 kupa iz Hungaroringa, Slovakia Ringa, Automotodroma Brno i Automotodroma Grobnik te krajem godine NASCAR Whelen Euro Series s Grobnika ( Hrvatska) i finala na legendarnoj stazi Ricardo Tormo u Valenciji (Španjolska). 